# Directive sur le respect des droits de propriété intellectuelle
 (octobre 2022).
La mise en forme du texte ne suit pas les recommandations de Wikipédia : il faut le « wikifier ».
Les points d'amélioration suivants sont les cas les plus fréquents. Le détail des points à revoir est peut-être précisé sur la page de discussion.
- Les titres sont pré-formatés par le logiciel. Ils ne sont ni en capitales, ni en gras.
- Le texte ne doit pas être écrit en capitales (les noms de famille non plus), ni en gras, ni en italique, ni en « petit »…
- Le gras n'est utilisé que pour surligner le titre de l'article dans l'introduction, une seule fois.
- L'italique est rarement utilisé : mots en langue étrangère, titres d'œuvres, noms de bateaux, etc.
- Les citations ne sont pas en italique mais en corps de texte normal. Elles sont entourées par des guillemets français : « et ».
- Les listes à puces sont à éviter, des paragraphes rédigés étant largement préférés. Les tableaux sont à réserver à la présentation de données structurées (résultats, etc.).
- Les appels de note de bas de page (petits chiffres en exposant, introduits par l'outil «  Source ») sont à placer entre la fin de phrase et le point final[comme ça].
- Les liens internes (vers d'autres articles de Wikipédia) sont à choisir avec parcimonie. Créez des liens vers des articles approfondissant le sujet. Les termes génériques sans rapport avec le sujet sont à éviter, ainsi que les répétitions de liens vers un même terme.
- Les liens externes sont à placer uniquement dans une section « Liens externes », à la fin de l'article. Ces liens sont à choisir avec parcimonie suivant les règles définies. Si un lien sert de source à l'article, son insertion dans le texte est à faire par les notes de bas de page.
- La présentation des références doit suivre les conventions bibliographiques. Il est recommandé d'utiliser les modèles {{Ouvrage}}, {{Chapitre}}, {{Article}}, {{Lien web}} et/ou {{Bibliographie}}. Le mode d'édition visuel peut mettre en forme automatiquement les références.
- Insérer une infobox (cadre d'informations à droite) n'est pas obligatoire pour parachever la mise en page.

Pour une aide détaillée, merci de consulter Aide:Wikification.
Si vous pensez que ces points ont été résolus, vous pouvez retirer ce bandeau et améliorer la mise en forme d'un autre article.
La Directive 2004/48/CE du Parlement européen et du Conseil du 29 avril 2004 relative au respect des droits de propriété intellectuelle (également connue sous le nom anglais de Intellectual Property Rights Enforcement Directive, abbrégé en IPR Enforcement Directive (IPRED) ou en Enforcement Directive) est une directive de l'Union européenne dans le domaine de droit de la propriété intellectuelle, établie en vertu des dispositions du marché unique du traité de Rome. En vigueur depuis le 20 mai 2004, la directive ne couvre que les recours civils, et non les recours pénaux.
En vertu de l'article 3(1), les États membres s'exposent à un recours en manquement devant la CJUE si leurs procédures civiles en matière d'atteinte aux droits de propriété intellectuelle sont "inutilement complexes ou coûteuses' ou comportent des "délais déraisonnables". Par ailleurs, la directive harmonise les règles relatives à l'intérêt à agir, à la preuve, aux mesures provisoires, aux saisies, aux dommages-intérêt et à la publicité des décisions.

## Objet et champ d'application
La directive "concerne les mesures, procédures et réparations nécessaires pour assurer le respect des droits de propriété intellectuelle". Ainsi, son but est de réglementer l'application des droits de propriété intellectuelle, et non les droits eux-mêmes. En effet, elle laisse inchangées les dispositions de fond en matière de propriété intellectuelle, les obligations internationales des États membres ainsi que les dispositions nationales relatives à la procédure pénale et à l'application des sanctions pénales.
Définissant l'objet de la directive, l'article 1 précise, en outre, que sont inclus dans les droits de propriété intellectuelle ceux de propriété industrielle. Le champ d'application de la directive est défini, lui, à l'article 2 comme s'étendant à toutes les atteintes aux droits communautaires ou nationaux de propriété intellectuelle.
L'obligation générale qu'impose la directive aux États membres est de prévoir les mesures nécessaires pour faire respecter les droits de propriété intellectuelle. Celles-ci "doivent être loyales et équitables, ne doivent pas être inutilement complexes ou coûteuses et ne doivent pas comporter de délais déraisonnables". Elles doivent également être "effectives, proportionnées et dissuasives et être appliquées de manière à éviter la création d'obstacles au commerce légitime".
Les personnes habilitées à demander ces mesures sont les titulaires des droits de propriété intellectuelle mais également toute personne autorisée à les utiliser, tels que les licenciés. Les organismes de gestion collective des droits et de défense professionnelle peuvent également y avoir droit sous certaines conditions.

## Preuves
La deuxième section de la directive traite des preuves. L'article 6 donne le pouvoir à la partie intéressée de demander à ce qu'il soit ordonné à la partie adverse de fournir les éléments de preuves d'infraction qu'elle a sous son contrôle. La partie demanderesse doit, pour cela, présenter aux tribunaux "des éléments de preuve pour étayer ses allégations" d'infraction et préciser "les éléments de preuve à l'appui de ses allégations qui se trouvent sous le contrôle de la partie adverse". En cas d'atteinte commise à l'échelle commerciale, les mesures doivent permettre que puissent être demandés les "documents bancaires, financiers ou commerciaux" de la partie adverse. Dans les deux cas, les informations confidentielles doivent être protégées.
Des mesures de conservation des preuves sont envisageables avant même le début de la procédure. L'article 7 prévoit que de telles mesures peuvent être accordées dans les conditions prévues par l'article 6 susmentionné. Ces mesures provisoires comprenant  "le la description détaillée avec ou sans prélèvement d'échantillons, ou la saisie réelle des marchandises litigieuses" s'inspire à la fois de la saisie-contrefaçon française et des Anton Piller orders britanniques. Ainsi, elles peuvent être prises "sans que l'autre partie ait été entendue, notamment lorsque tout retard est susceptible de causer un préjudice irréparable au titulaire des droits ou lorsqu'il existe un risque démontrable de destruction de preuves".
Tous les aspects relatifs à la protection des informations commerciales non-divulguées ont été ultérieurement complétés par la Directive 2016/943.

## Mesures provisoires et conservatoires
À la demande du requérant, les autorités judiciaires peuvent émettre une ordonnance de référé pour empêcher une atteinte imminente ou continue aux droits de propriété intellectuelle. La mesure pourra être assortie d'une astreinte ou d'une garantie destinée à indemniser le titulaire des droits (alinéa a). L'ordonnance peut également être délivrée, dans les mêmes conditions, à l'encontre d'un intermédiaire. Toutefois, ceux-ci sont également couverts par l'article 8(2) de la Directive sur la société de l'information et sont, en principe, soumis au droit national.
L'article 9(2) prévoit qu'en cas d'atteinte à l'échelle commerciale, les autorités judiciaires peuvent ordonner une saisie conservatoire de "biens mobiliers et immobiliers " qui comprend le gel des comptes bancaires et autres avoirs. Cela ne peut être fait que si le demandeur démontre qu'il est probable que le recouvrement des dommages-intérêts sera compromis. De plus, les documents relatifs aux transactions bancaires et autres transactions financières peuvent être communiqués.
Encore une fois, tous les aspects relatifs à la protection des informations commerciales non-divulguées ont été ultérieurement complétés par la Directive 2016/943.

## Transposition
Les dispositions de la directive devaient être mises en œuvre dans tous les États membres de l'Union européenne d'ici le 29 avril 2006. Cependant, un certain nombre d'États n'ont pas franchi les étapes nécessaires à temps.
Au Royaume-Uni, la directive a été transposée par les Intellectual Property Regulations de 2006. En Italie, la directive a été transposée par le décret législatif 140/2006. Aux Pays-Bas, La directive a été transposée et est entrée en vigueur le premier mai 2007. En France, elle a été transposée en droit français le 27 juin 2008. En Allemagne, le retard des législateurs a motivé un recours en manquement avant ne soit finalement transposée la directive le 11 avril 2008 par le Gesetz zur Verbesserung der Durchsetzung von Rechten des geistigen Eigentums. Le parlement suédois a voté en faveur de la transposition de la directive le 26 février 2009 et celle-ci est entrée en vigueur le 1er avril 2009.
Le 29 novembre 2017, la Commission européenne a fourni des "Orientations sur certains aspects de la directive 2004/48/CE" à travers une communication à l'adresse du Parlement, du Conseil et de CESE.

## Critique
La directive a été fortement critiquée pour ce que ses détracteurs ont qualifié d'approche draconienne, faisant une comparaison avec le Digital Millennium Copyright Act (DMCA) américain,. En fait, les critiques ont été assez fortes - en particulier de la part de l'industrie des télécommunications et de certaines parties de l'industrie informatique -  pour que le projet original soit considérablement modifié. Un certain nombre de problèmes subsisteraient néanmoins dans le document final, selon l'organisation internationale des libertés civiles IP Justice.
Ont également émis certaines critiques:
- Ross Anderson de l'Université de Cambridge [14];
- ZDNet News [15];
- BBC Analysis [16] et
- Indymedia [17].

## Exemples d'application des dispositions de la directive
En 2007, dans l'affaire Princo Corporation, Ltd c/ Koninklijke Philips Electronics, devant le Tribunal de Gênes, en Italie, la société néerlandaise Philips, titulaire de brevets sur les disques compacts enregistrables, a demandé et obtenu une ordonnance de saisie conservatoire sur tous les biens meubles et immeubles de Princo, y compris ses comptes bancaires, en vue d'assurer le recouvrement des dommages-intérêts à allouer à l'issue de la procédure en responsabilité.
En 2016, dans l'affaire Tommy Hilfiger Licensing LLC et autres c/ Delta Center AS, un arrêt prolonge la décision de la Cour européenne de justice dans l'affaire L'Oréal c/ eBay 2011 (relative à la vente en ligne). Il est en effet jugé qu'en vertu de l'article 11, troisième phrase, de la directive, les exploitants de places de marché physique, en l'occurrence les halles du marché de Prague, qui sous-louent des emplacements à des commerçants du marché, peuvent être contraints de cesser de conclure des contrats avec des commerçants vendant des contrefaçons au sein de leurs installations.